# Stazione di Calbenzano
La stazione di Calbenzano è una stazione ferroviaria di Subbiano, in provincia di Arezzo. Si trova lungo la ferrovia Arezzo-Stia, gestita da La Ferroviaria Italiana (LFI).